# Iomnium
Iomnium est le nom antique de la ville actuelle de Tigzirt (en phénicien, signifie îlot) au temps des Romains en 147 av. J.-C.. Elle est située en bordure des côtes Méditerranéennes, à 120 km à l'est d'Alger et à 30 km au nord du chef-lieu de Tizi Ouzou, dans la région de Kabylie en Algérie.
Installées en bord de mer, dans un cadre pittoresque délimité par le haut promontoire de Taksebt et la petite île désormais déserte, peut-être jadis choisie par les Carthaginois pour établir leur premier établissement humain, les ruines d'Iomnium, l’actuelle Tigzirt, sont assurément parmi les plus charmantes de toute l'Algérie.

## Histoire
Il est probable que Iomnium, située en Maurétanie Césarienne, près de l’actuelle Tigzirt (Algérie), ait été fondée comme l’un des nombreux comptoirs phénicien ou puniques (ce que laisse à penser la lettre I au début du nom : ʾj = « île » punique) Iomnium est une latinisation du nom punique de la ville, qui semble avoir combiné les éléments ʾy (punique : 𐤀𐤉) et ʾmn (𐤀𐤌𐤍), signifiant « île forte », ou "péninsule de la force" La même racine trilitère peut également signifier « artisan ».
L’identification du site a été longtemps retardée par des erreurs dans sa mention dans la Table de Peutinger, qui la plaçait à « 42 milles romains  » à l’ouest de Rusippisir au lieu de la distance réelle d’environ 2 milles,. Iomnium, et non Iol, est probablement aussi le « Ioulíou » (Ἰουλίου) mentionné par le Périple de Pseudo-Scylax, le texte actuel représentant probablement une erreur de copie du nom original.
Sur la route côtière de Rusguniae (Matifou, Tamentfoust) à Saldae (Bougie, Bejaia), les géographes anciens situent plusieurs villes:  L’Itinéraire d’Antonin mentionne Cissi, Rusueuirru, Iomnium, Rusasis ; la Table de Peutinger indique Cissi, Rusuccuru, Iomnium, Rusippisir, Rusazu. L’identification de ces noms et des établissements qu’ils désignent, à travers les ruines contenues dans les localités modernes, notamment celles de Dellys, Tigzirt, Taksebt, Azeffoun, a suscité une multitude d’opinions contradictoires, comme on peut le voir résumé dans la discussion approfondie que M. Gsell a incorporée à son Atlas Archéologique.
La ville a été établie en tant que colonie sur la route commerciale maritime entre la Phénicie et le détroit de Gibraltar. Elle faisait partie de l’empire carthaginois et servait de port à la forteresse de Rusippisir (aujourd’hui Taksebt) à 3 km à l’est. . Elle faisait donc partie de ces comptoirs dont Lancel dit qu’elles « s’échelonnent assez régulièrement tous les 30 ou 40 km » le long du littoral algerien . Elle constituait l’un des points de relais essentiels pour le cabotage le long de la façade maritime nord du Maghreb antique.
Elle est tombée sous l’hégémonie romaine à la suite des guerres puniques. Sous la domination romaine, Iomnium avait le statut de « Civitas » dans la province de Numidie. Les fouilles ont révélé un port romain de taille moyenne. Il y avait un forum, un temple, un palais de justice et un bureau de magistrats. Ses rues étaient tracées. Un bain public et une mosaïque ornementale ont été trouvées, avec des inscriptions et des statues.
En 411, la ville est érigée en siège épiscopal.

## Ruines

### La grande Basilique
La grande basilique d’Iomnium, également désignée comme la cathédrale, car il semble probable qu’une église de cette ampleur ait abrité le siège de l’évêque lui-même, se dresse entre le rempart byzantin et le rempart romain, mais beaucoup plus proche de ce dernier, dont elle n’est séparée que de quelques mètres. Deux autres églises connues dans la ville étaient situées de la même manière. Il était fréquent, en effet, que les édifices du culte nouveau soient érigés dans les faubourgs, près des remparts de la ville. Dans ces parties périphériques des cités, où les terrains étaient moins disputés par les habitations, des emplacements assez vastes étaient encore disponibles. À Tipasa, l’église cathédrale est également positionnée de cette manière, mais avec une particularité supplémentaire : en raison des impératifs de l’orientation, c’est la façade principale qui fait face au rempart, et non l’abside, comme c’est le cas à Iomnium.

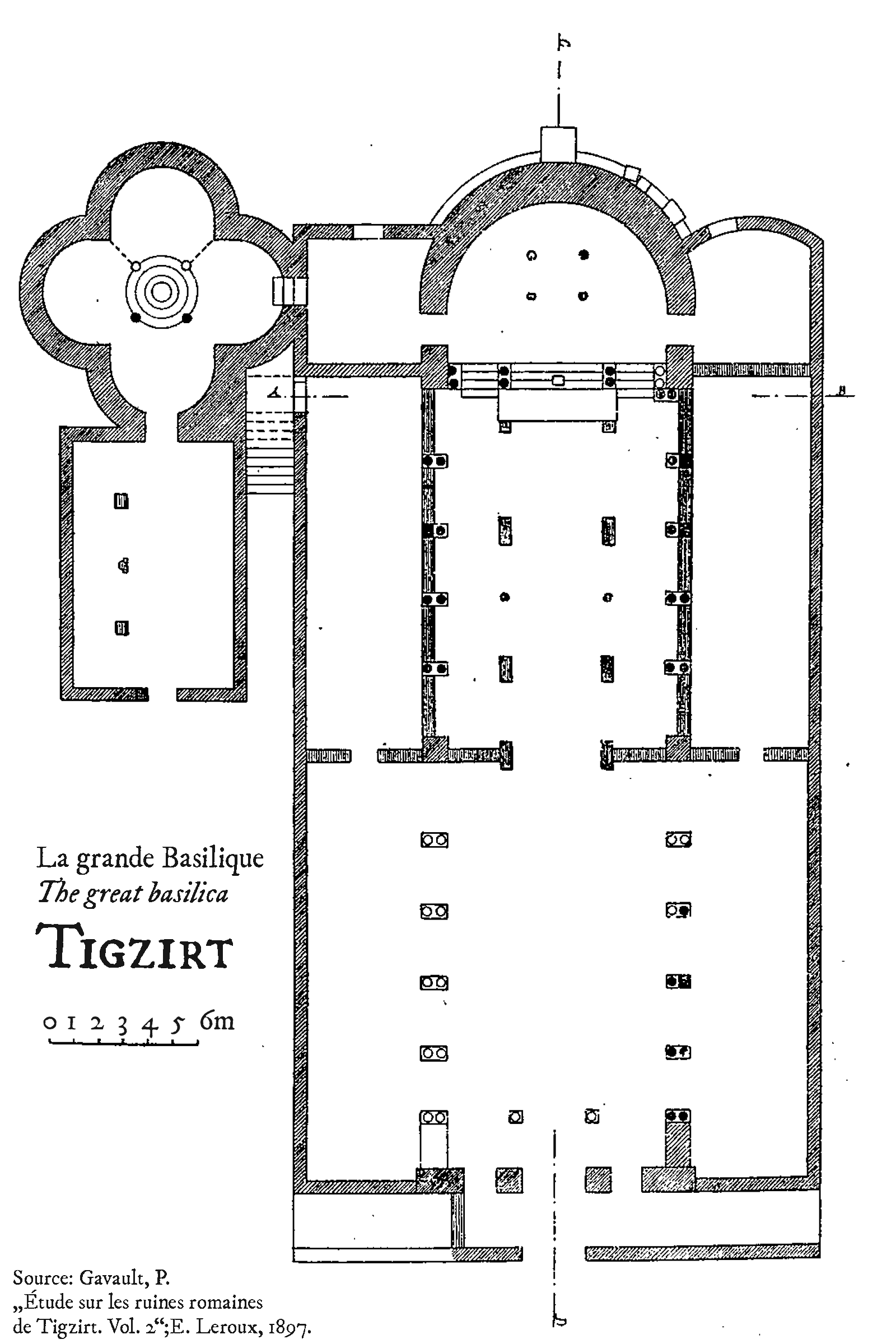
Plan de la basilique de Tigzirt (repris sur la base de Gavault P. Étude sur les ruines romaines de Tigzirt, 1897)

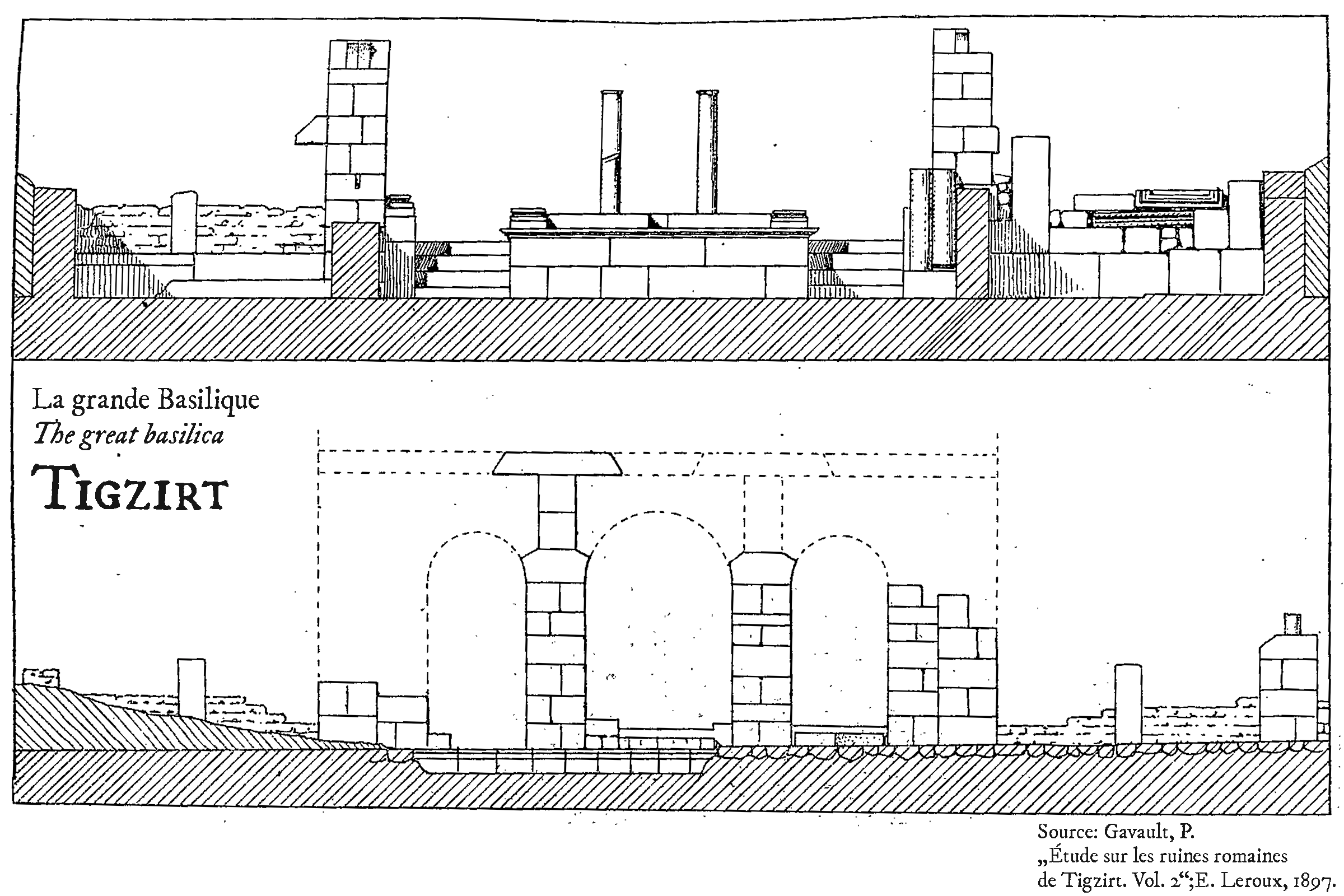
Coupe de la basilique de Tigzirt (repris sur la base de Gavault P. Étude sur les ruines romaines de Tigzirt, 1897)

Au contraire, le portail à Iomnium semble avoir ouvert sur une rue ou une place, comme en témoignent les pavés assez irréguliers qui recouvrent le sol devant l’entrée. Le plan de l’édifice prend la forme d’un vaste rectangle de 38 mètres de long sur 21 de large, avec une abside en arc de cercle saillante d’environ 2 mètres. Une construction à la silhouette mouvementée, mesurant 11 mètres sur 22 dans ses dimensions maximales, est adossée au côté gauche.
L’axe longitudinal, conformément au rituel, est orienté selon la ligne est-ouest. Cette orientation était facile à déterminer à Iomnium, où les voies principales, comme dans la plupart des villes côtières, suivaient généralement cette direction, qui correspondait également à la route littorale.
La construction des murs extérieurs présente un petit appareil assez irrégulier, avec des chaînes de pierres de taille espacées de 2,20 m à 2,70 m. Une exception est à noter pour la façade de la nef centrale ainsi que pour les deux tiers du mur sud, construit en pierres de taille de différentes tailles, disposées de manière désordonnée, avec de petits blocs comblant les interstices. Il est difficile de déterminer s’il s’agit d’une phase de réaménagement ou d’un procédé de construction particulier à cet endroit. La première hypothèse semblait la plus probable à Gavault.
Les colonnades doubles séparaient la nef des bas-côtés, à droite comme à gauche. Les basiliques chrétiennes se caractérisent par quatre types de colonnades : celles à colonnes simples, les plus courantes ; celles à piliers carrés ; celles combinant colonnes et piliers ; et enfin, celles à double colonnes, dont les exemples connus en Afrique sont encore peu nombreux. La basilique d’Iomnium appartenait à cette dernière catégorie ; cependant, il convient de noter que dans les deux files les plus proches des bas-côtés, des piliers prenaient parfois la place des colonnes.
La façade principale de l’église se caractérisait par une construction en pierres de taille pour la nef, avec des murs d’une épaisseur d’un mètre, tandis que les parties latérales, correspondant aux bas-côtés, étaient plus minces, mesurant seulement 0,60 m. L’ossature de ces sections était constituée de piliers ou de chaînes en pierre, entourés d’une maçonnerie de moellons, qui avait été partiellement démolie sans que les ouvriers ne le remarquent. Aucune porte n’ouvrait sur les bas-côtés; au contraire, une triple baie donnait accès à la nef, encadrée par quatre gros piliers conservés à des hauteurs variables. Ces portes étaient maintenues fermées par des barres transversales. Les piliers de la façade, initialement de dimensions égales, furent modifiés pour réduire la taille des portes latérales. Les assises des piliers étaient composées de pierres de taille, avec des arcs en plein cintre au-dessus. Certains éléments architecturaux, comme des blocs en forme de T, étaient présents pour renforcer la structure. Les sommiers d’arcades reposaient sur des assises en surplomb, formant des corniches ou des corbeaux, qui occupaient toute l’épaisseur des murs latéraux.
À l’intérieur, les vestiges témoignent de la disposition architecturale de l’église. À gauche, la colonnade est largement détruite, ne laissant que des traces floues. À droite, bien que partiellement préservée, elle gît au sol. Les colonnes, d’une hauteur de 2,95 m à 3,05 m, reposaient sur un dé de terre, sans base propre. La première travée est partiellement obstruée par un mur indépendant des piliers de la façade, peut-être pour renforcer l’arcade. Des colonnes inclinées reposent sur des débris, tandis qu’un pilier carré remplace une colonne. Les modifications structurelles témoignent de l’adaptation des matériaux antiques à de nouvelles constructions. Des travées successives montrent des colonnes renversées, révélant l’agencement architectural. Des colonnes doubles séparent la nef de l’abside, tandis que deux colonnes isolées marquent l’accès à celle-ci. L’abside surélevée accueillait un autel et des colonnes supportant probablement un ciborium. Des détails tels que des rainures verticales indiquent l’emplacement de barrières mobiles. Des bases de colonnes portent des sculptures élaborées, tandis que des motifs chrétiens ornent les piédroits des portes. Les sacristies adjointes disposent de portes internes et externes, offrant une voie distincte pour le clergé. Des fragments de mosaïque révèlent les niveaux de sol et les escaliers disparus. Un mur en moellons devant la façade suggère un vestibule, mais son rôle exact reste incertain.

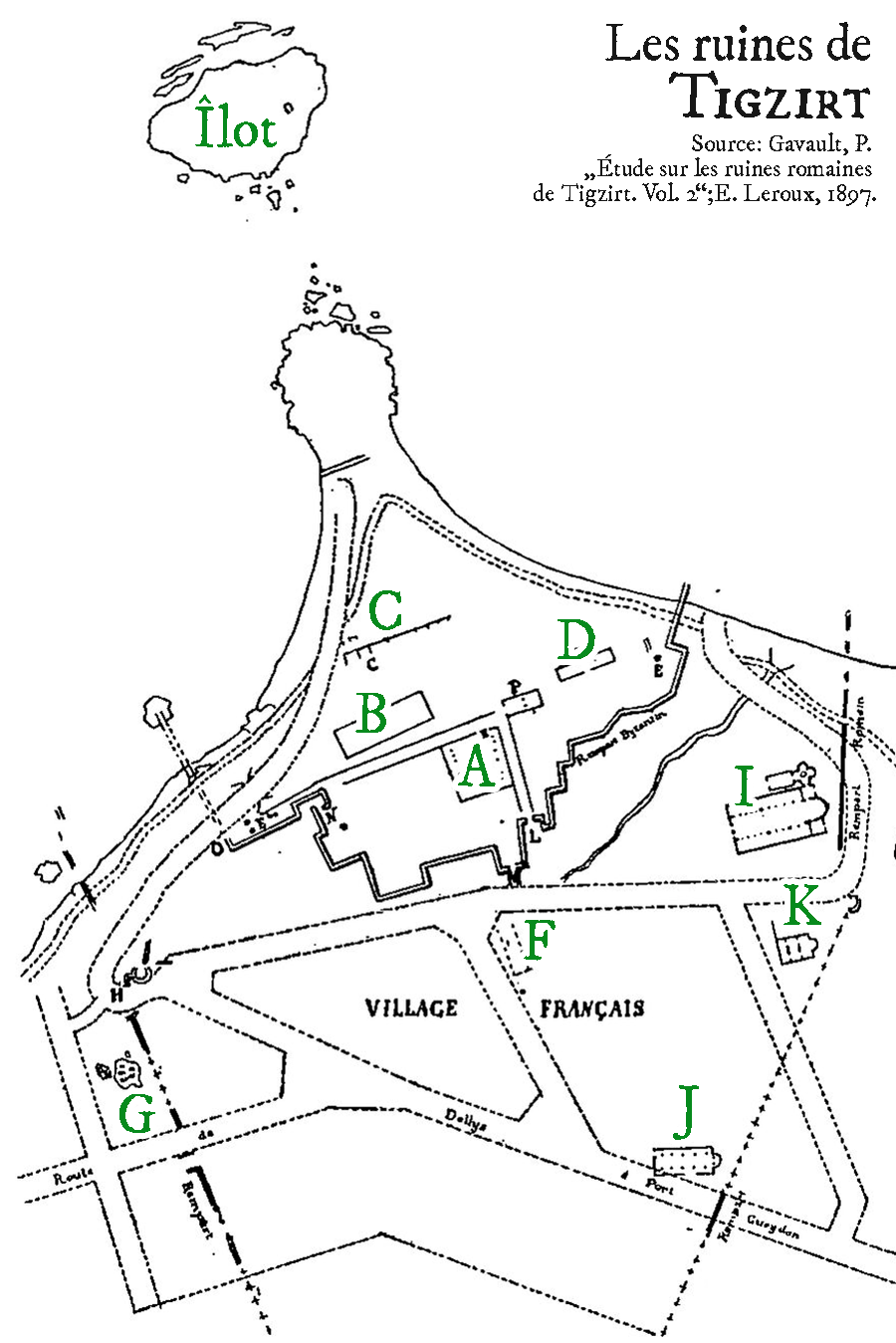
Plan des ruines de Tigzirt (repris sur la base de Gavault P. Étude sur les ruines romaines de Tigzirt, 1897)

### Bâtiments divers
Le bâtiment indiqué par A sur le plan joint, un vaste quadrilatère adjacent au temple, présente des caractéristiques architecturales remarquables. Des colonnes ont été découvertes, certaines partiellement enfouies. Deux colonnes se tenaient en position verticale, avec leur base à une profondeur de 2,50 m. Une découverte significative est une inscription trouvée à l’intérieur, mentionnant les villes de Rûsuccuru et d’Iomnium, suggérant une utilisation civique ou religieuse, peut-être en lien avec le commerce ou le culte.
Le bâtiment B, se référer au plan, un grand rectangle d’environ 45 mètres de longueur, présente une orientation parallèle à la rue menant au temple. Bien que non fouillé, son architecture et son emplacement laissent entrevoir diverses interprétations quant à sa fonction et son importance au sein du complexe urbain.
Le bâtiment marqué C sur le plan se distingue par un grand monument près de l’extrémité du cap, avec une façade d’environ 35 mètres de longueur. Cette structure monumentale comprend des murs imposants et des pilastres bien conservés. La découverte d’une autre construction sur le flanc ouest du cap, constituée de terrasses s’étagent jusqu’au niveau de la ville, suggère une organisation urbaine sophistiquée et une utilisation intelligente du relief naturel.
Le bâtiment D, un carré long d’environ 17 mètres de longueur, est situé à l’est en alignement avec le temple. Malgré des modifications intervenues à l’époque berbère, des éléments architecturaux distinctifs ont été préservés, notamment une inscription sculptée en relief sur l’un des blocs découverts, offrant des informations précieuses sur la fonction et l’histoire de ce bâtiment.
Quant au bâtiment E, situé à l’angle est du rempart byzantin, des découvertes remarquables ont été réalisées. Outre la mise au jour de deux colonnes massives mesurant 3,35 m de hauteur, des éléments architecturaux atypiques ont été observés, notamment l’absence de moulures sur les bases des colonnes. Cette particularité, associée à la présence de colonnes cylindriques plutôt que tronconiques, soulève des questions intéressantes quant à l’origine et à l’évolution architecturale de ce bâtiment.
L’édifice F dévoile deux rangées de piliers parallèles lors du déblaiement de son terrain par M. Lécole, propriétaire. Cette découverte révèle une grande salle de forme basilicale, mesurant environ 25 mètres de longueur, avec une distance de 6 m,35 entre les deux rangées. À l’intérieur d’une des travées, un puits carré de 0 m,70 sur 0 m,85, équipé d’un seuil avec battue, témoigne de la présence d’une margelle solide. L’entrée présumée de la salle, alignée sur l’axe sud, est marquée par un seuil mesurant 1,70 m sur 0 m,60, disposé entre deux colonnes pourvues d’une base attique et d’un chapiteau ionique.
Il est vraisemblable d’associer à cet ensemble une colonne similaire à celles des édifices E et E bis, mais de dimensions encore plus imposantes, se dressant quelques mètres au sud, près de la rue. Ce remarquable monolithe, d’une hauteur d’au moins 4 mètres, présentait une circonférence de 1,80 m, correspondant à un diamètre de 0,59 m. Sa structure cylindrique, sans réduction vers le haut, témoignait d’une taille rudimentaire à la masse.

### Autres basiliques
La description de l’édifice basilical désormais disparu, qui se trouvait dans la partie sud de la ville et contre le rempart romain, révèle des fondations enfouies sous la route. Un rapide croquis a été réalisé. Il s’agissait d’un rectangle mesurant 25 mètres sur 13 mètres, divisé en trois nefs par deux rangées de piliers carrés, au nombre de sept ou huit à chaque file. À l’extrémité se trouvait une abside profonde de 4,50 m sur 7 m.
La basilique à crypte, située à cinquante mètres au sud de la grande basilique, présentait une caractéristique remarquable avec ses deux étages, dont un sous-sol. L’étage inférieur, exploré il y a cinq ans, comportait trois voûtes en berceau un peu surbaissé, de 3,30 m sur 7,20 m de vide, reliées entre elles par des arcs. Le sous-sol avait été transformé en fondrière après avoir été inondé, tandis que l’étage supérieur, remblayé sur environ un mètre, ne révélait aucun plan visible mais conservait une forme basilicale.
La basilique de la nécropole, située sur une colline en face de la grande basilique, au-delà du petit ravin (Targa-Roumizga), a été d’abord mal été identifiée comme étant un cirque ou un temple. Bien que quelques demi-colonnes (cippes) païennes aient été découvertes dans cette nécropole, les tombes chrétiennes étaient probablement bien plus nombreuses. Malheureusement, les ruines de cette basilique ont été utilisées comme source de matériaux de construction pour le village environnant, ce qui a limité les découvertes archéologiques. Cependant, les sondages et les déblais ont permis de révéler le plan de l’édifice, qui présente un intérêt certain, ainsi que sa fonction funéraire.
L’église, orientée vers l’ouest, se présente sous la forme d’un rectangle de 14,50 m sur 1 l,50 m, avec trois nefs et une abside à l’est. Les murs, construits en moellons avec des chaînes de pierres de taille à intervalles réguliers, ne sont pas de grande qualité. Deux rangées de piliers, formant chacune cinq travées, séparent les nefs. Des tympans d’arcades, dont certains sont incrustés dans la maison de l’Administration, ont été découverts, présentant divers motifs tels qu’une rosace à six feuilles et une étoile formée de deux carrés entrelacés.

### Fortifications
Les deux lignes de fortifications romaines qui ont défendu la presqu’île sur laquelle était située la ville sont clairement visibles. Le tracé du mur romain, extérieur et concentrique au mur byzantin englobe une superficie beaucoup plus grande, estimée à 10 ou 12 hectares. Sa construction soignée, en petits moellons liés par un mortier hydraulique, rappelle les fortifications africaines érigées sous la domination romaine du 1er au 3e siècle. Des tours rondes ou carrées, ainsi qu’une porte défendue par un système de bastions rectangulaires et de murs arrondis, témoignent de la complexité de ce système défensif. Des traces nettes du rempart sont également visibles dans les rochers bordant la mer, suggérant une construction méthodique qui pourrait remonter au règne du roi vandale Genséric (455-477).
L’enceinte byzantine, datant probablement de l’époque byzantine,, témoigne des nécessités de défense et de la réduction de la population pendant le déclin de la puissance romaine ainsi que de l’occupation vandale. Le mur, construit en gros blocs taillés superposés sans ciment apparent, est remarquablement bien préservé sur presque toute sa longueur, bien qu’il soit souvent composé d’un seul rang de pierres de taille. Pour compenser cette infériorité technique, l’enceinte était conçue de manière astucieuse, avec une série de redans et de courtines comportant des portes étroites défilées, telles que la porte principale, découverte presque intacte avec ses énormes gonds en pierre et ses battants.
Les parties les plus visibles du rempart byzantin se trouvent à ses extrémités est et ouest, où le mur se prolonge dans la mer pour prévenir les attaques depuis le littoral peu profond. La construction du mur, avec ses deux parements en grosses pierres de taille réunies parfois par des blocs plus petits, est typique des fortifications byzantines en Afrique. Malgré des signes de construction hâtive avec des matériaux de récupération, quelques éléments décoratifs chrétiens, tels que des rosaces et des monogrammes, ont été découverts, suggérant une occupation postérieure à l’époque de Genséric.

### Île
L’îlot en face de la presqu’île, et qui lui a donné son nom moderne, semble avoir été relié à la côte par une chaussée maçonnée, maintenant disparue à cause de l’érosion. Malgré cela, le chenal reste peu profond, permettant toujours d’accéder à l’île à pied. Bien que des auteurs aient interprété des vestiges de jetées et de havres, le véritable port se situait à quelques kilomètres à l’est, près de la ville de Taksebt. L’île, recouverte de végétation et peuplée d’oiseaux marins, abrite une seule ruine : une petite chambre voûtée offrant une vue panoramique sur la ville.

### Nécropoles
Pour ce qui est des nécropoles, les tombes creusées dans un énorme bloc rocheux à gauche de la route venant de Dellys sont, selon Gavault, remarquables. Leur forme arrondie d’un côté et rétrécie de l’autre évoque peut-être les sépultures anthropoïdes utilisées par les Phéniciens. Les datations de ces tombes funéraires, dont le type est attesté depuis l’époque punique jusqu’au christianisme tardif, demeurent incertaines.
Lors de travaux routiers au XXIe siècle, une tombe atypique a été découverte dans la partie sud de la ville, en dehors des fortifications romaines, et assez éloignée du mur byzantin. La tombe, intacte, était composée de pierres plates et mesurait 1,88 m de long. Elle était recouverte par trois dalles carrées, l’une d’elles portant les lettres M F L. Cette particularité suggère une sépulture dissimulée temporairement pour des raisons inconnues, peut-être liées à des persécutions religieuses, comme celles associées au donatisme. L’emplacement de la tombe, à l’intérieur de l’enceinte la plus ancienne de la ville, suggère une possible période d’abandon, peut-être pendant l’époque vandale ou plus récemment. Le corps retrouvé était intact, couché sur le dos, mais la terre infiltrée entre les pierres a empêché la conservation des os, qui se sont décomposés avec le temps.

## Épigraphie
L’épigraphie latine de Tigzirt se trouve souvent sur des rochers. En 1899, M. Gsell a publié une longue inscription sur roche, célébrant avec emphase les précautions prises pour empêcher les troupeaux de tomber dans les précipices Une autre inscription, « AVGSR » qu’il conviendrait de lire « A'ug(usti) s(um,ma) r(atio) », interprétée comme celle d’une limite entre une propriété de l’Empereur et celle d’une cité ou d’un particulier, a été découverte plus loin. Les inscriptions révèlent l’ancienne organisation économique et sociale de la région, mettant en lumière la prévoyance des riches, représentée par la « providentia bonorum ». La présence de grands propriétaires terriens, dont l’empereur, suggère un paysage caractérisé par de vastes domaines, des propriétés privées et des terres impériales. 
Des sculptures de phallus en haut-relief sont fréquemment observées dans les ruines, souvent seules ou en confrontation. Deux phallus opposés sont visibles sur un bloc calcaire près de la porte de la citadelle, avec un fragment épigraphique sous un autre. Bien que le sens précis de ce fragment soit inconnu, ces sculptures semblent avoir eu un rôle prophylactique, protégeant contre le mauvais œil et prévoyant les intentions malveillantes des envieux. On a trouvé un autre document de nature pornographique. Sur une plaque de grès mesurant environ 0,51 x 0,76 x 0,09 m, une représentation peu artistique est sculptée en bas-relief, caractérisée par son indécence, ce qui la rendait difficile à décrire au début du XXe siècle. À droite de la scène, un phallus est représenté, surmonté d’un vase, aligné avec une figure féminine debout et de face vêtue d’une courte robe et d’une coiffure élaborée. Elle cache la partie inférieure de son visage qu’elle soutient avec ses bras demi-tendus. Au-dessus du phallus, deux lignes gravées en caractères de 15 mm de hauteur portent les trois mots suivants : « Bibe, mandu[c]a, suc[c]ur[re] » qui se traduirait par les verbes à l’impératif « bois, mange et soulage ». Encore un autre texte à caractère clairement pornographique ( qu’on pourrait traduire par « Zozimus à Victoria, salutations. Je te prie de m’aider dans mon besoin. Si tu peux... », exprimant un hommage rendu par un soldat à la complaisance d’une des femmes de la garnison) aurait été découvert à 8 km, dans le douar Iguonan, où les restes des deux châteaux romains construits pour surveiller la route de Tigzirt au Sebaou subsistent encore sur les hauteurs de la région.
Une dédicace attribuée au IIe siècle mentionne l’agrandissement d’un portique dans le sanctuaire d’un Baal à peine transformé, ainsi que l’ornementation du temple du dieu invaincu Frugifer et l’extension du nouveau portique destiné aux cérémonies sacrées. Cette dédicace souligne l’importance des cours intérieures, véritables parvis ou portiques sacrés, dans la vie des sanctuaires bâtis en Afrique, à l’époque Romaine, en l’honneur des divinités puniques plus ou moins transformées par le syncrétisme ambiant.

## Huileries et pressoirs antiques
Plusieurs anciennes huileries et pressoirs à huile ont été découvertes près d’Iomnium. La plupart des huileries dans la région de Tigzirt et de Taksebt semblaient avoir un plan similaire, avec de petits bâtiments divisés en deux pièces, dont seule l’une montrait des vestiges de pressoir. Les murs étaient construits en blocage armé de harpes, avec un pressoir en bois ancré dans la pierre. La table de pressage monolithe était soutenue par quatre pierres de taille, comportant des rainures pour le liquide. Un contrepoids était probablement utilisé pour presser les scourtins (tamis ou filtre utilisé traditionnellement dans la production d’huile d’olive pour séparer l’huile des solides de la pâte d’olive). À côté du pressoir, une grande table rectangulaire présentait une surface lisse, indiquant un dispositif en bois pour la trituration des olives. 
D’autres huileries étaient taillées directement dans la roche. Cette version rustique d’une technique classique apparaissant, au moins ici, liée à de petites tenures. Ainsi, le long de toute la chaîne côtière, de nombreux affleurements rocheux présentent des bassins et des rainures, faussement interprétés par les premiers européennes comme des pierres sacrificielles où le sang des victimes s’écoulait. Près de Tigzirt, à Tensa, un pressoir dans la roche est inutilisable en raison de trois cupules creusées dans l’aire de foulage ; toutefois, les femmes du village s’en servaient encore jusqu’aux années 1970 pour broyer des olives. 
Ces huileries, souvent confondues avec des postes militaires par le passé, étaient réparties de manière relativement uniforme dans la région, même s’il est probable que toutes ces huileries n’aient pas fonctionné simultanément. Certaines pourraient être bien antérieures à la période la plus prospère d’Iomnium et de Rusippisir (fin du IIe siècle, début du IIIe siècle). 
Cependant, leur répartition suggère que beaucoup d’entre elles ont été construites à la même époque. La multiplication de ces huileries suppose une densité de population assez élevée, difficile à loger entièrement dans les deux enceintes étroites de Tigzirt et de Taksebt. On trouve ici et là des traces de maisons en pierre sèche isolées anciennes, mais difficiles à dater. En revanche, un petit village antique entouré d’une enceinte de pierres sèches couronne la crête à 830 mètres d’altitude a clairement été identifié, qui n’était probablement pas le seul dans la région. L’absence de grands établissements sur les grands domaines suggère une exploitation par des petites tenures, avec les notables urbains possédant la terre, mais les paysans la cultivant. Sur la côte kabyle, il n’y a pas de grandes fermes, mais plutôt des petites exploitations. Le territoire de Tigzirt, bien que limité, a été organisé de manière simple, probablement influencé par l’histoire des villes environnantes, et beaucoup semble indiquer que l’implantation romaine ait contraint les autochtones à migrer vers des terres plus reculées.